# 전파 고도계

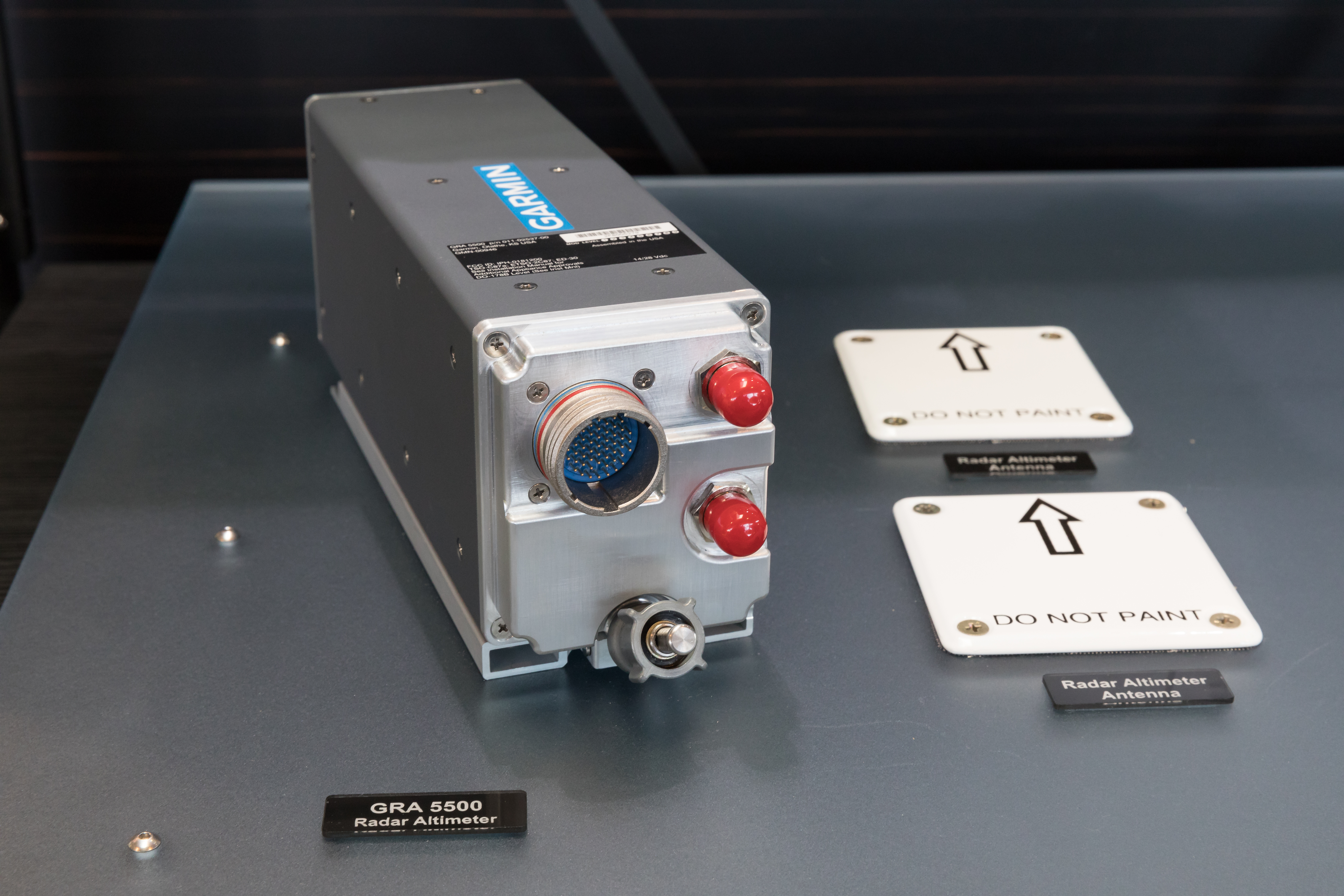

전파 고도계(radar altimeter, 電波高度計)는 항공기에 탑재하여 수직방향(고도)을 알아내기 위해 사용되는 레이다의 한 종류이다. 비행기에 있는 송신 안테나로부터 지상을 향해 전파를 발사하고 반사하여 되돌아오는 지연 시간을 측정하여 지상과 항공기와의 절대고도를 구한다. 1대의 송, 수신기와 2개의 안테나 및 1~2개의 고도지시계로 구성된다. FM형 고도계(낮은고도에서 사용), 펄스형 고도계(높은 고도에서 사용), AM-FM-CW 방식의 고도계가 있다.
0~2500피트의 범위에서 정확한 ‘절대고도’를 나타내며 지표면의 상태에 따라서 1~2% 가량의 고도측정오차가 존재한다.

## 종류

### 펄스식
지표면에서 반사되어 다시 기상 수신기에 도달하는 시간에 의해 고도를 구하는 방식(A 스코프와 유사)이다. 측정된 고도를 지시하는 데는 원형으로 소인하는 CRT사의 송,수신 펄스에 각가 동기된 2개의 마크를 표시하고, 이 마크 사이의 각도로 고도를 읽는 방식, 송신펄스로 시작하여 수신 펄스로 정지하는 카운터에 표시를 얻는 방식이있다.

### FM식
항공기에서 내보내는 송신파와 지상에서 반사된 수신파 사이의 시간 차(두 전파의 주파수차)를 이용, 고도를 구한다. 정밀도가 높으며, 주로 0~750m 이하의 고도 측정에 사용된다.